# Habinenu
Habinenu (hebreo: הֲבִנֵינֵנוּ) es una bendición de la Amidá, la oración central de la liturgia judía. Es una versión condensada de las trece bendiciones centrales de la Amidá, y se recita en lugar de estas trece bendiciones cuándo el tiempo o las circunstancias exigen oración más a breve.

## Etimología
La palabra "Habinenu" (hebreo: הֲבִנֵינֵנוּ) es el imperativo Hifil de la raíz בין (entender) con el sufijo de primera persona plural, y significa literalmente "haznos comprender". Es la palabra con la que comienza esta oración, de donde proviene el nombre.

## Texto
A continuación se ofrece una traducción del Habinenu. En la primera columna se indica la bendición de la Amidá que correspondería a cada frase.
| Bendición correspondiente de la Amidá | Español | Hebreo                                                                               |
| ------------------------------------- | --- | ------------------------------------------------------------------------------------ |
| 4                                     | Haznos comprender, Señor (Yhwh), Dios nuestro, tus caminos; | הֲבִינֵנוּ יְהֹוָה אֱלֹהֵינוּ לָדַעַת דְּרָכֶיךָ                                                        |
| 5                                     | y circuncida nuestro corazón para que te temamos; | וּמוֹל אֶת לְבָבֵנוּ לְיִרְאָתֶךָ                                                                 |
| 6                                     | y perdónanos | וְתִסְלַח לָנוּ                                                                            |
| 7                                     | para que seamos redimidos; | לִהְיוֹת גְּאוּלִים                                                                         |
| 8                                     | y aparta de nosotros nuestras enfermedades; | וְרַחֲקֵנוּ מִמַּכְאוֹבֵינוּ                                                                     |
| 9                                     | y satisfácenos con tus los pastos de tu tierra; | וְדַשְּׁנֵנוּ בִּנְאוֹת אַרְצֶךָ                                                                    |
| 10                                    | y reúne a nuestros judíos dispersos desde los cuatro [rincones de la tierra]; | וּנְפוּצוֹתֵינוּ מֵאַרְבַּע תְּקַבֵּץ                                                                |
| 11                                    | y los que yerran sean juzgados según tu voluntad; | וְהַתּוֹעִים עַל דַּעְתְּךָ יִשָּׁפֵטוּ                                                                |
| 12                                    | y alza tus manos sobre los malvados; | וְעַל הָרְשָׁעִים תָּנִיף יָדֶיךָ                                                                 |
| 13, 14, 15                            | y que los justos se regocijen en la reconstrucción de tu ciudad, y en la restauración de tu Santuario, y en el florecimiento de tu siervo David, y en el establecimiento de una luz para tu Rey, hijo de Jesé. | וְיִשְׂמְחוּ צַדִּיקִים בְּבִנְיַן עִירֶךָ וּבְתִקּוּן הֵיכָלֶךָ וּבִצְמִיחַת קֶרֶן לְדָוִד עַבְדֶּךָ וּבַעֲרִיכַת נֵר לְבֶן יִשַׁי מְשִׁיחֶךָ |
| 16                                    | Incluso antes de que clamemos a ti, tu ya nos has respondido. Bendito seas, Señor (Yhwh), que escuchas la oración.                                                                                             | טֶרֶם נִקרָא אַתָּה תַעֲנֶה בָּרוּךְ אַתָּה יְהֹוָה שׁוֹמֵעַ תְּפִלָּה                                            |